# Josep Bazán
Josep Bazán Vilaldach (Barcellona, 15 giugno 1933 – Barcellona, 30 agosto 2023) è stato un nuotatore e pallanuotista spagnolo.

## Carriera
Era un atleta del Club Natació Barcelona. 
Ha partecipato ai Giochi di Helsinki 1952, come pallanuotista. Fu selezionato anche per la Staffetta 4x200m, ma alla fine non vi gareggiò.
Ai II Giochi del Mediterraneo, ha vinto 1 bronzo nella pallanuoto.